# Ludwig Heck (Chemiker)
Ludwig Heck (* 28. August 1930 in Ihn/Saar; † 14. Januar 2021) war ein deutscher Chemiker und Hochschullehrer für Anorganische Chemie an der Universität des Saarlandes.

## Biografie
Er studierte von 1951 bis 1957 Chemie und Mineralogie an der Universität des Saarlandes und promovierte 1960 bei Jean Besson über Die Elektroanalyse des Bleis als Blei (IV)-Oxyd. Danach arbeitete er zuerst als Assistent und später als akademischer Oberrat am Institut für Anorganische Chemie. 1972 habilitierte er sich für das Fach Anorganische Chemie mit dem Thema: Untersuchungen zur Frage der Assoziation von Anionen mit inerten Aminkomplexen in wässriger Lösung. In der Zeit von 1973 bis 1975 und von 1985 bis 1987 war er als Prodekan der Leiter des Fachbereichs Chemie. Von 1977 bis 1979 war er Dekan der Mathematisch-Naturwissenschaftlichen Fakultät. Seit 1979 bekleidete er eine C3-Professur Fachrichtung Anorganische Chemie an der Universität des Saarlandes. In den Jahren von 1979 bis 1981 war er Vizepräsident für Lehre und Studium der Universität des Saarlandes. Sein Nachfolger am Lehrstuhl für Anorganische Chemie wurde Kaspar Hegetschweiler.
Seine Arbeitsgebiete waren Anorganische Komplexchemie, ein- und mehrkernige Hydroxy- und Oxidometallkomplexe und ihre Reaktionen.
Auch nach seiner Emeritierung arbeitete an der Analyse von archäologischen Farbpigmenten unter anderem zum Wallerfanger Blau.